# Hoàng Anh Tuấn (thiếu tướng)
Hoàng Anh Tuấn tên thật là Hồ Xuân Anh (1925 – 2015) là một thiếu tướng Quân đội nhân dân Việt Nam hay còn được báo chí Sài Gòn gọi là "độc nhãn tướng quân", vì ông bị hư một mắt trong một trận đánh năm 1945. Chính ông là người lao lên chụp lấy quả lựu đạn của giặc vừa ném sang ngay chỗ Nguyễn Bá để ném trả lại. Quả lựu đạn vừa ném đi chưa xa thì phát nổ khiến ông mất một mắt, nhưng đồng đội Nguyễn Bá thì thoát chết (ông Bá sau này hi sinh trong một trận đánh khác). Khi tiến hành phẫu thuật con mắt hư, thuốc mê gần hết, ông quyết nhường lại cho một chiến sĩ dưới quyền và bảo mình nhẹ hơn. 

## Hoạt động
Năm 1973, hiệp định Paris được ký kết, ông là trưởng phái đoàn đại biểu quân sự chính phủ lâm thời Cộng hòa miền Nam Việt Nam trong ban liên hiệp quân sự bốn bên, đóng tại trại Davis cho đến ngày 30-4-1975.
Sau ngày đất nước thống nhất, ông được cử làm công tác ngoại giao. Từ năm 1980, ông làm thứ trưởng Bộ Ngoại giao. Từ tháng 3-1985 đến tháng 3-1988, ông được cử đi làm đại sứ đặc mệnh toàn quyền tại Ấn Độ.
Khi về hưu, ông đã chọn lối sống giản dị, thậm chí là túng thiếu và chan hòa như bao nhiêu người dân bình thường ở khu chung cư Miếu Nổi gần bờ kênh Nhiêu Lộc, Thành phố Hồ Chí Minh

## Từ trần
Ông từ trần vào lúc 15g45 ngày 16 tháng 8 năm 2015 tại Bệnh viện 175, đưa tang tại nhà tang lễ Bộ Quốc phòng.
Lễ truy điệu diễn ra vào 6g30 ngày 20-8. Lễ động quan diễn ra lúc 7g cùng ngày. Linh cữu được đưa đi hỏa táng tại Bình Hưng Hòa, Thành phố Hồ Chí Minh theo di nguyện của ông.